# Arachnis sanguinea
Arachnis sanguinea är en fjärilsart som beskrevs av Charles Oberthür 1881. Arachnis sanguinea ingår i släktet Arachnis och familjen björnspinnare. Inga underarter finns listade i Catalogue of Life.